# アフマド・シャー・アフマドザイ
アフマド・シャー・アフマドザイ（パシュトー語: احمد شاه احمدزی、英語：Ahmad Shah Ahmadzai、1943年 - 2021年10月17日）は、アフガニスタンの政治家、ムジャーヒディーン。1995年から1996年にかけてアフガニスタン・イスラム国の首相代行を務めた。パシュトゥーン人、アフマドザイ部族。

## 経歴
カーブル州カーキ・ジャバール地区近郊のマラング村に生まれる。1964年から1967年にかけてカーブル大学で工学を学び、1969年から農業省に勤務した。奨学金を得て1972年からアメリカのコロラド州立大学に留学し、1975年に修士号を取得。その後はサウジアラビアにあるキング・ファイサル大学の教授に就任した。
1978年の四月革命で共産主義政権が誕生すると、アフマドザイはパキスタンのペシャーワルに戻りムジャーヒディーンに加わる。ブルハーヌッディーン・ラッバーニーとは関係が深く、ラッバーニーが最高指導者を務めるイスラーム主義系政治組織ジャマーアテ・イスラーミー（イスラム協会）の副長を務めるが、共産主義政権が崩壊した1992年に離れアブドゥル・ラスル・サイヤフのアフガニスタン・イスラム解放同盟に加わった。
新たに大統領となったラッバーニーの政権下では内務、建設、教育大臣などを歴任し、1995年2月から1996年6月にかけて首相代行を務める。しかし退任後の1996年9月にターリバーンがカーブルを攻略したことでラッバーニー政権は崩壊、アフマドザイもイスタンブールやロンドンでの亡命生活を余儀なくされるが、2001年にターリバーン政権が崩壊しアフガニスタンに帰国。2004年の大統領選挙に出馬したものの、0.8％の得票を得るにとどまった。その後はインドを拠点に活動した。
2021年10月上旬に健康上の理由からパキスタンを経由してアフガニスタンに帰国。10月17日に78歳で死去。

## 人物
2度の結婚歴があり、10人の子供がいる。長女は医者で、また長男はアメリカで勉強した。
元々はパシュトー語とダリー語を話したが、その後は英語とアラビア語も習得した。